# Strauchbufo raddei
Genre
Synonymes
- Strauchophryne Borkin & Litvinchuk, 2013

Espèce
Synonymes
- Bufo raddei Strauch, 1876
- Pseudepidalea raddei (Strauch, 1876)
- Bufo raddei var. przewalskii Bedriaga, 1898
- Bufo raddei var. pleskei Bedriaga, 1898
- Bufo koslovi Zarevskij, 1924
- Bufo brevipes Zarevskij, 1926 "1925"
- Bufo viridis asiaticus Pavlov, 1932

Statut de conservation UICN

 LC  : Préoccupation mineure
Strauchbufo raddei, unique représentant du genre Strauchbufo, est une espèce d'amphibiens de la famille des Bufonidae.

## Répartition
Cette espèce se rencontre entre 600 et 2 700 m d'altitude,, :
- dans le Nord et le Nord-Est de la Chine au Jiangsu, au Anhui, au Qinghai, au Gansu, au Shaanxi, au Shanxi, au Henan, au Shandong, au Hebei, au Liaoning, au Jilin, au Heilongjiang, au Ningxia, en Mongolie-Intérieure et au Xinjiang ;
- en Corée du Nord ;
- dans l'est de la Russie autour du lac Baïkal et du fleuve Amour dans l'oblast d'Irkoutsk, en Bouriatie, dans le kraï de Transbaïkalie, dans l'oblast d'Amour, dans le kraï de Khabarovsk, dans l'oblast autonome juif et dans le kraï du Primorie ;
- dans l'est de la Mongolie.

Sa présence est incertaine en Corée  du Sud.

## Description

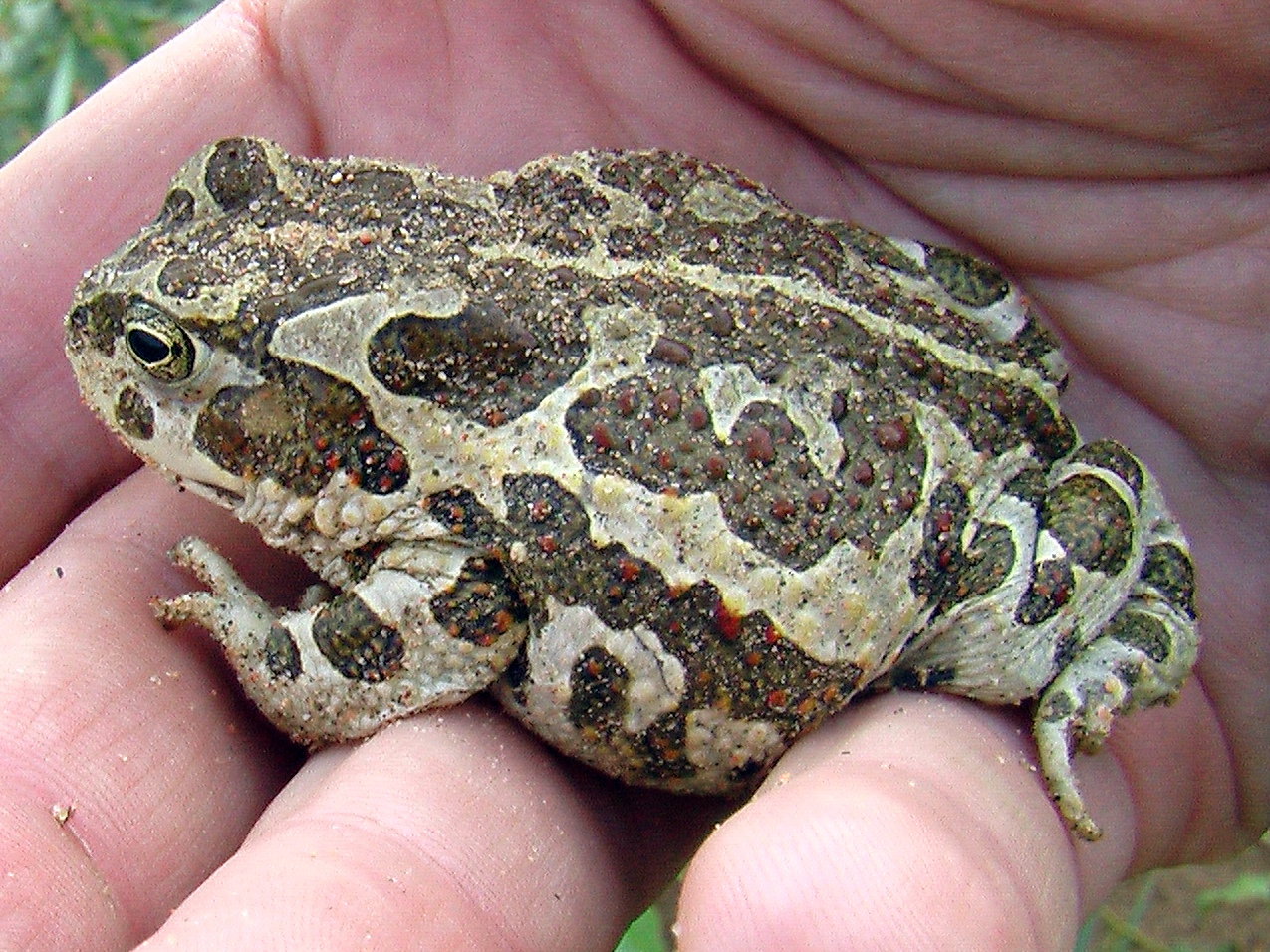
Strauchbufo raddei

Strauchbufo raddei mesure de 40 à 89 mm.

## Étymologie
Cette espèce est nommée en l'honneur du naturaliste et explorateur allemand Gustav Radde (1831-1903) et ce genre en l'honneur d'Alexander Strauch.

## Publications originales
- Fei, Ye & Jiang, 2012 : Colored Atlas of Chinese Amphibians and Their Distributions. Sichuan, China: Sichuan Publishing House of Science & Technology, p. 1-620.
- Strauch, 1876 : Mongoliia i strana Tangutov : trekhlietnee puteshestvie v vostochnoi nagornoi Azii, vol. 2, p. 53 (texte intégral).